# Othresypna catocaloides
Othresypna catocaloides är en fjärilsart som beskrevs av Moore 1867. Othresypna catocaloides ingår i släktet Othresypna och familjen nattflyn. Inga underarter finns listade i Catalogue of Life.